# アレクサンダー・アーキペンコ

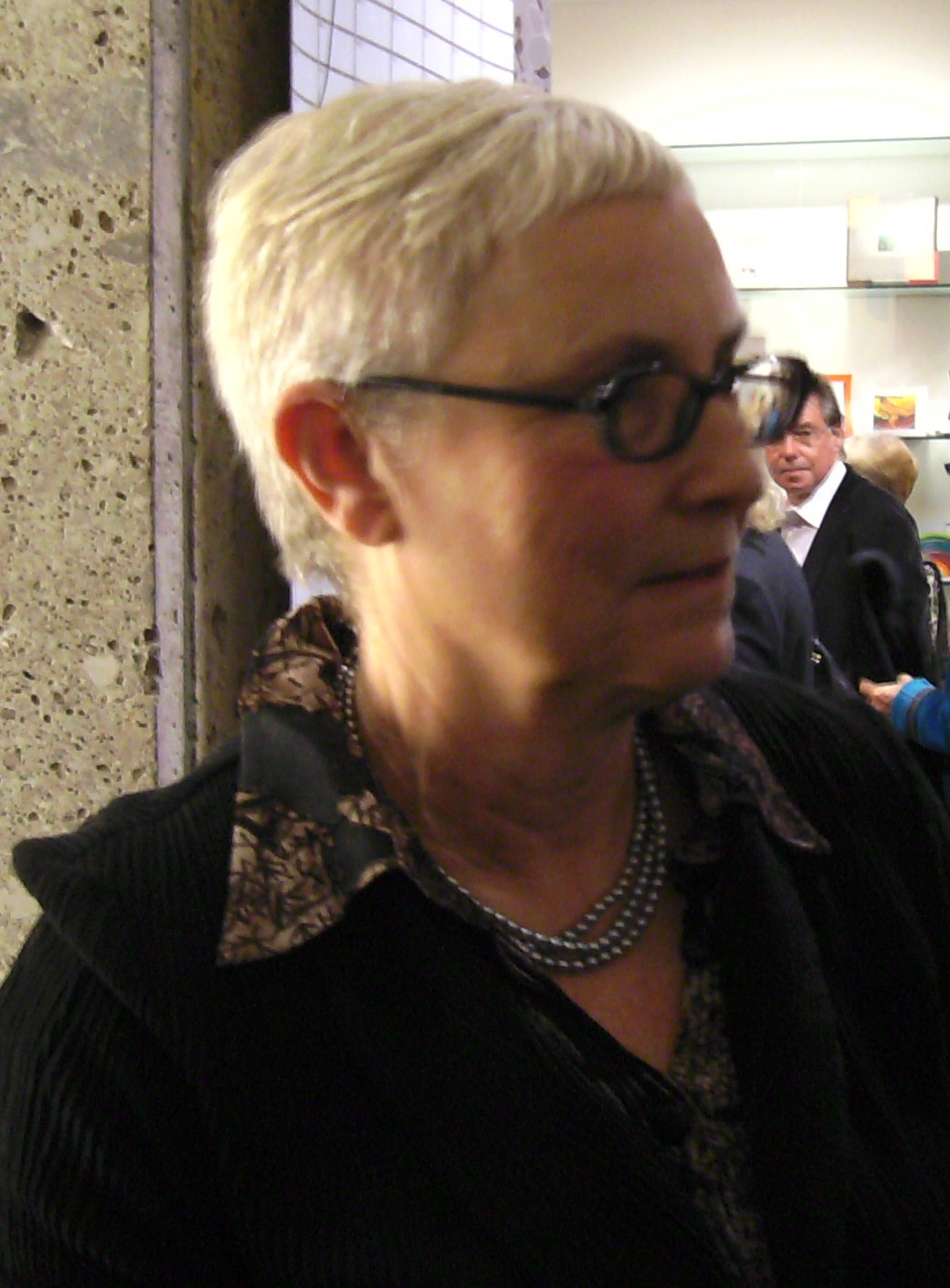
１人目の妻、ドイツ人彫刻家のジェラ・フォースター

アレクサンダー・アーキペンコ（英語：Alexander Porfiryevich Archipenko, ロシア語: Александр Порфирьевич Архипенко （Alyeksándr Porfír'yevich Arkhípyenko）, ウクライナ語: Олександр Порфирович Архипенко （Oleksándr Porfýrovych Arkhýpenko）, 1887年5月30日 - 1964年2月25日）は、ロシア帝国のキエフ（現ウクライナのキーウ）出身（後にアメリカ合衆国に移住）の彫刻家、グラフィック・アーティスト。キュビスムを志向したピュトー・グループのメンバー。
1902年から1905年までキエフ芸術学校で学ぶ。1908年にパリに移り、パブロ・ピカソやフェルナン・レジェの影響を受け、キュビスムのスタイルの作品を制作するようになった。パリの美術学校に入学したが、数週間で退学した。Wladimir Baranoff-Rossineやソニア・ドローネー、Natan Isaevič Al'tmanといったウクライナ出身の芸術家とモンパルナスの集合アトリエ「ラ・リューシュ」に住んだ。 1910年以降、アンデパンダン展やサロン・ドートンヌに作品を出展した。
1923年にアメリカ合衆国に移り、1935年から1936年の間、ワシントン州立大学で教えるなどした後、1937年にはシカゴにクリエイティブ・ファイン・アーツ・スクールを開くなどした。

## ギャラリー

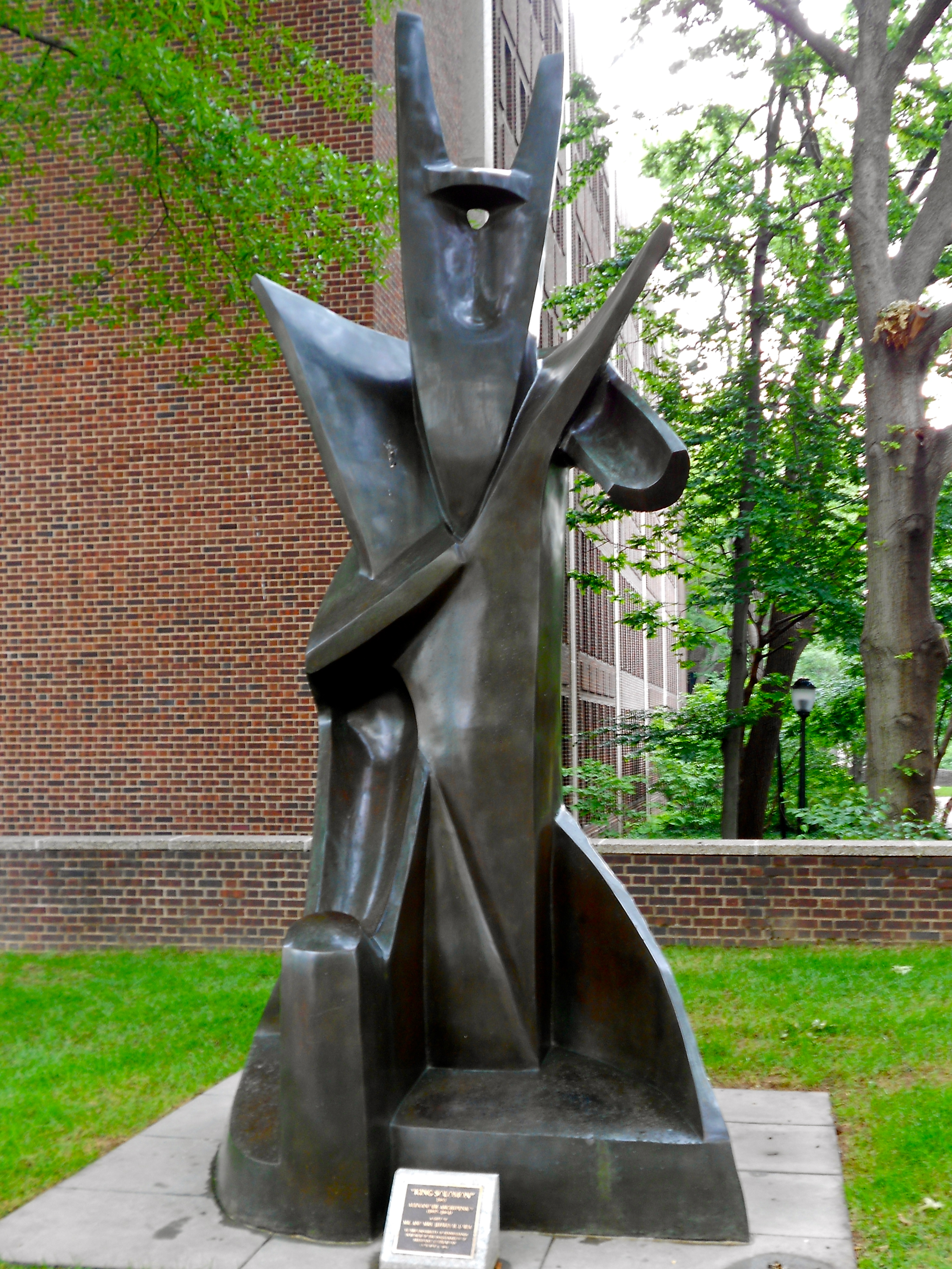
『ソロモン王』（ペンシルベニア大学キャンパス内）
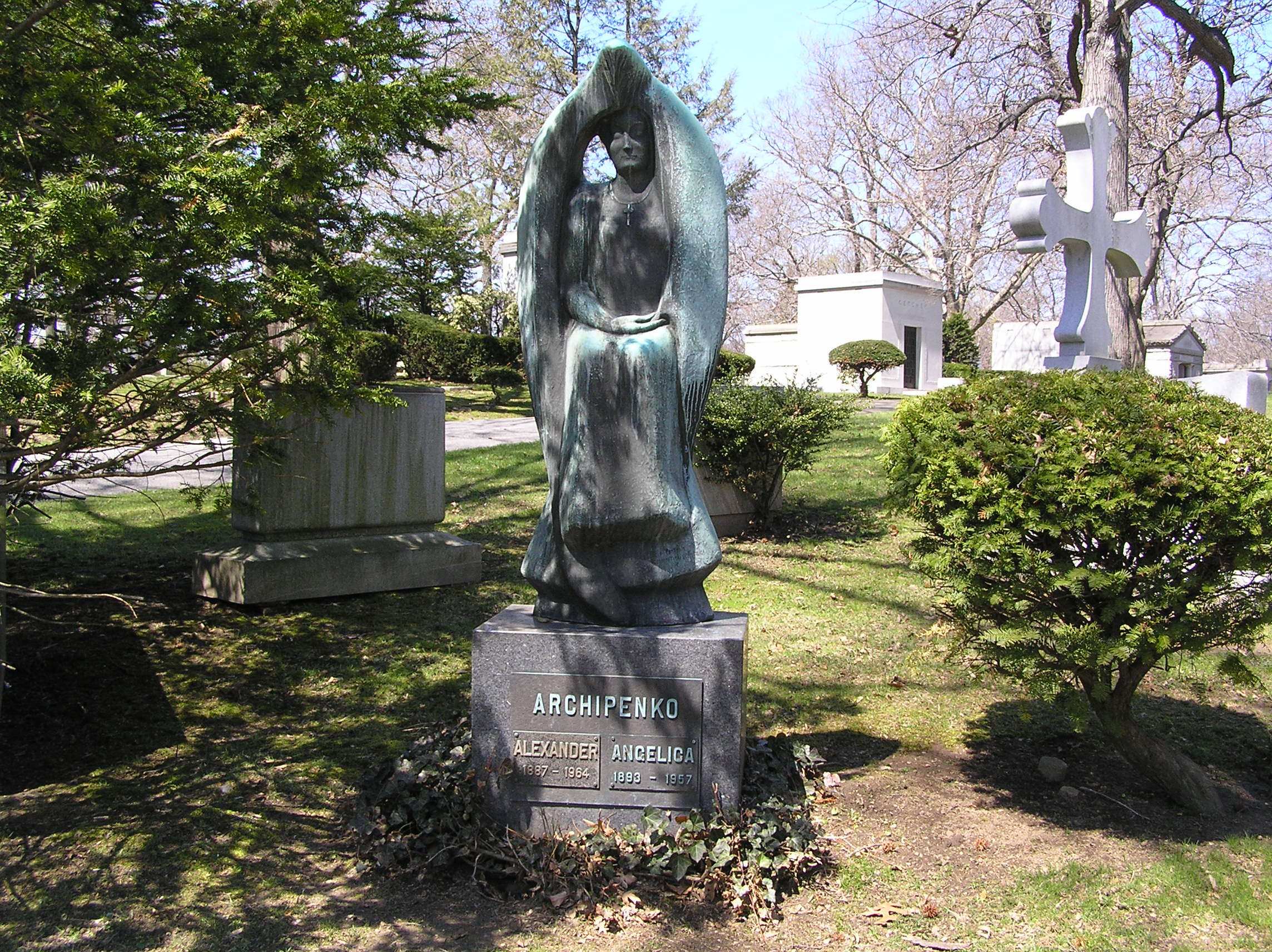
ウッドローン墓地のアーキペンコの墓
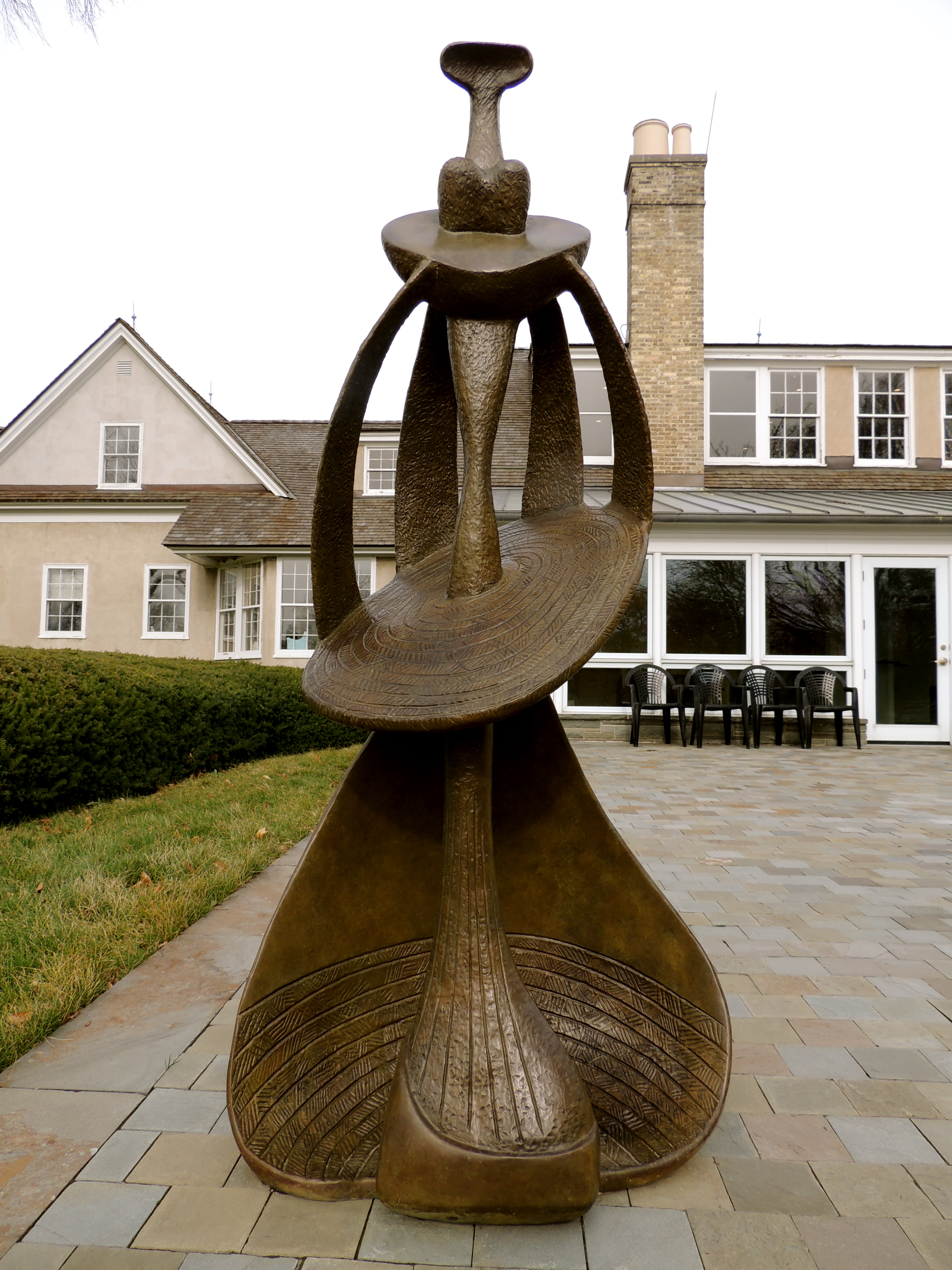
リンデン彫刻庭園（英語版）の『シバの女王』（1961年）